# 5695 Ромілю
5695 Ромілю (5695 Remillieux) — астероїд головного поясу, відкритий 24 вересня 1960 року.
Тіссеранів параметр щодо Юпітера — 3,344.